# Acanthocnemes
Acanthocnemes là một chi bướm đêm thuộc họ Lyonetiidae.

## Các loài
- Acanthocnemes fuscoscapulella Chambers, 1878